# ジョン・スペンサー・スミス
ジョン・スペンサー・スミス（英語: John Spencer Smith FRS FSA、1769年9月11日 – 1845年6月5日 カーン）は、イギリスの外交官、政治家。在オスマン帝国イギリス臨時代理大使（在任：1798年 – 1801年）、庶民院議員（在任：1802年 – 1806年）、在ヴュルテンベルクイギリス特命公使（在任：1803年 – 1804年）を歴任した。

## 生涯
ジョン・スミスと妻メアリー（Mary、旧姓ウィルキンソン（Wilkinson）、ピンクニー・ウィルキンソンの娘）の息子として、1769年9月11日に生まれた。1790年7月6日、オックスフォード大学ウスター・カレッジに入学した。1790年7月10日にエンサイン（歩兵少尉）として近衛歩兵第1連隊に入隊、1792年1月28日に歩兵第8連隊の中尉に昇進したが、同年2月11日に半給になった。1801年4月21日に歩兵第43連隊に転じ、1803年11月29日に引退した。
1793年には兄シドニー・スミスとともにコンスタンティノープルに旅した。トルコ語を話せたため、在オスマン帝国イギリス大使ロバート・リストンの秘書官として雇われ、1795年11月4日にリストンがコンスタンティノープルを発った後は臨時代理大使を務めたが、正式に公使館秘書官に任命されたのは1798年4月4日のことだった。同年9月30日には兄シドニーとともにオスマン帝国との交渉における全権を与えられた。10月14日に大使としての信任状が発行され、12月初に信任状を奉呈した後、1799年1月4日に兄とともにオスマン帝国との条約を締結した。次期大使に任命された第7代エルギン伯爵トマス・ブルースは1799年11月8日にコンスタンティノープルに到着したが、スミスがエルギン伯爵の部下になることを拒否したため、外務大臣の初代グレンヴィル男爵ウィリアム・グレンヴィルはやむなく1801年1月にスミスに帰国許可を出し、スミスは1801年3月にコンスタンティノープルを発った。
1802年6月にイングランドに戻ってくると、スミスは同年の総選挙でドーヴァー選挙区から出馬した。ドーヴァーはスミスの父が長年住んだ都市であり、政府が五港長官（このときは小ピット）を通じて勢力を有したが、兄の選挙活動もあって534票（得票数2位）でウィリアム・ハスキソンを破った。
1803年3月10日、王立協会フェローに選出された。また、ロンドン考古協会フェローにも選出された。1805年6月26日、オックスフォード大学よりD.C.L.の学位を授与された。
1803年6月25日に在ヴュルテンベルクイギリス特命公使に任命され、10月5日に信任状を受けた。1804年2月16日にシュトゥットガルトに到着、19日に信任状を奉呈した。4月3日にフランシス・ドレイクの召喚を受けてザルツブルクに向かい、以降7月6日に召還されるまでオーバーエスターライヒに留まった。
公使就任により不在の時期もあり、庶民院では演説の記録がなく、時の内閣に反対票を投じた記録もなかった。1806年イギリス総選挙では財政上の理由により出馬せず、政府の候補への支持を呼びかけた。
1807年3月に政府より1,200ポンドの年金を与えられ、以降ノルマンディーに移住して著述に専念、1845年6月5日にカーンで死去した。

## 家族
1798年、コンスタンス・ヘルベルト（在コンスタンティノープルオーストリア公使ペーター・フィリップ・ヘルベルト・フォン・ラトケアル男爵の娘）と結婚、2男をもうけた。